# 村積山自然緑道

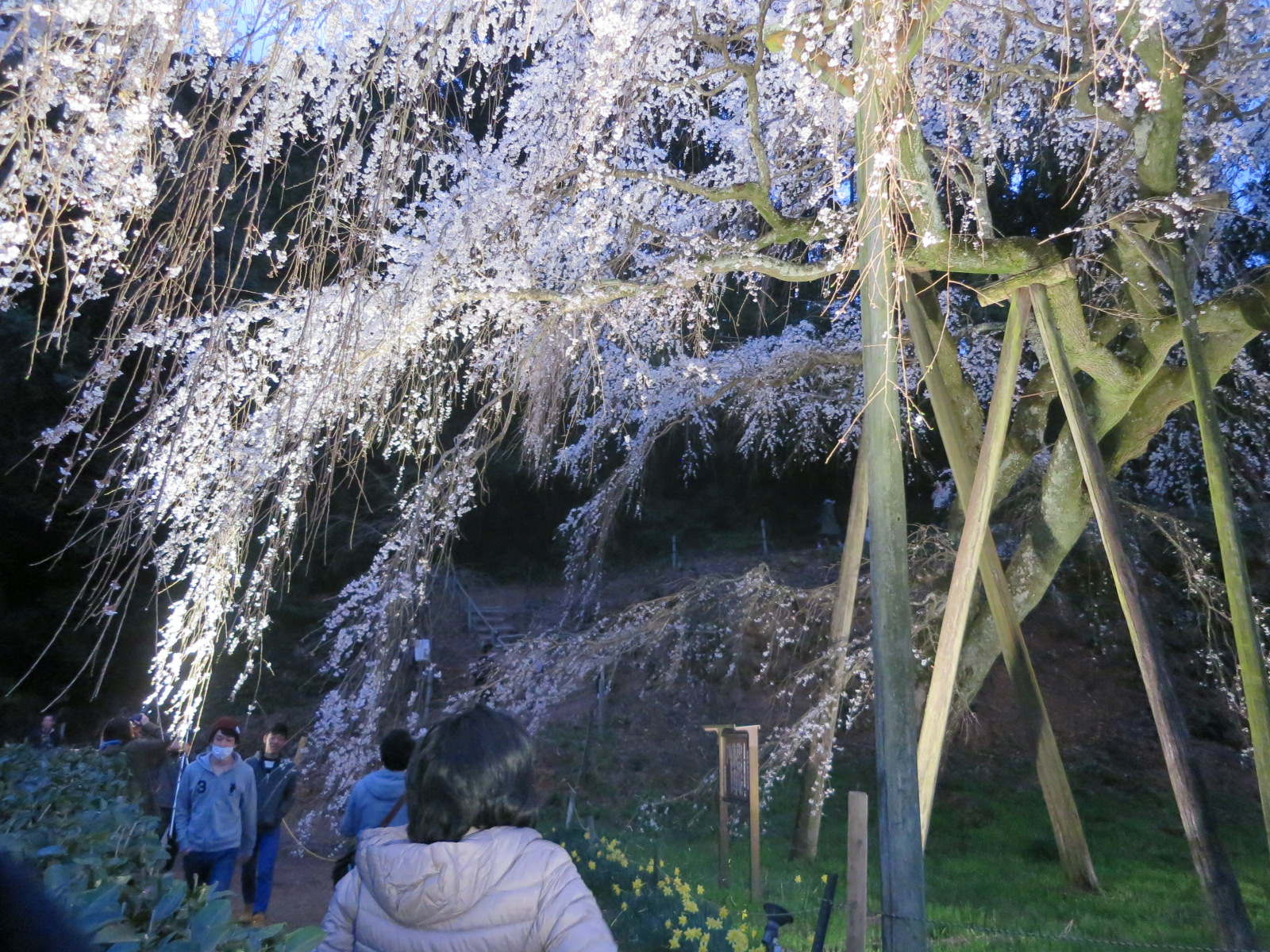
奥山田のしだれ桜

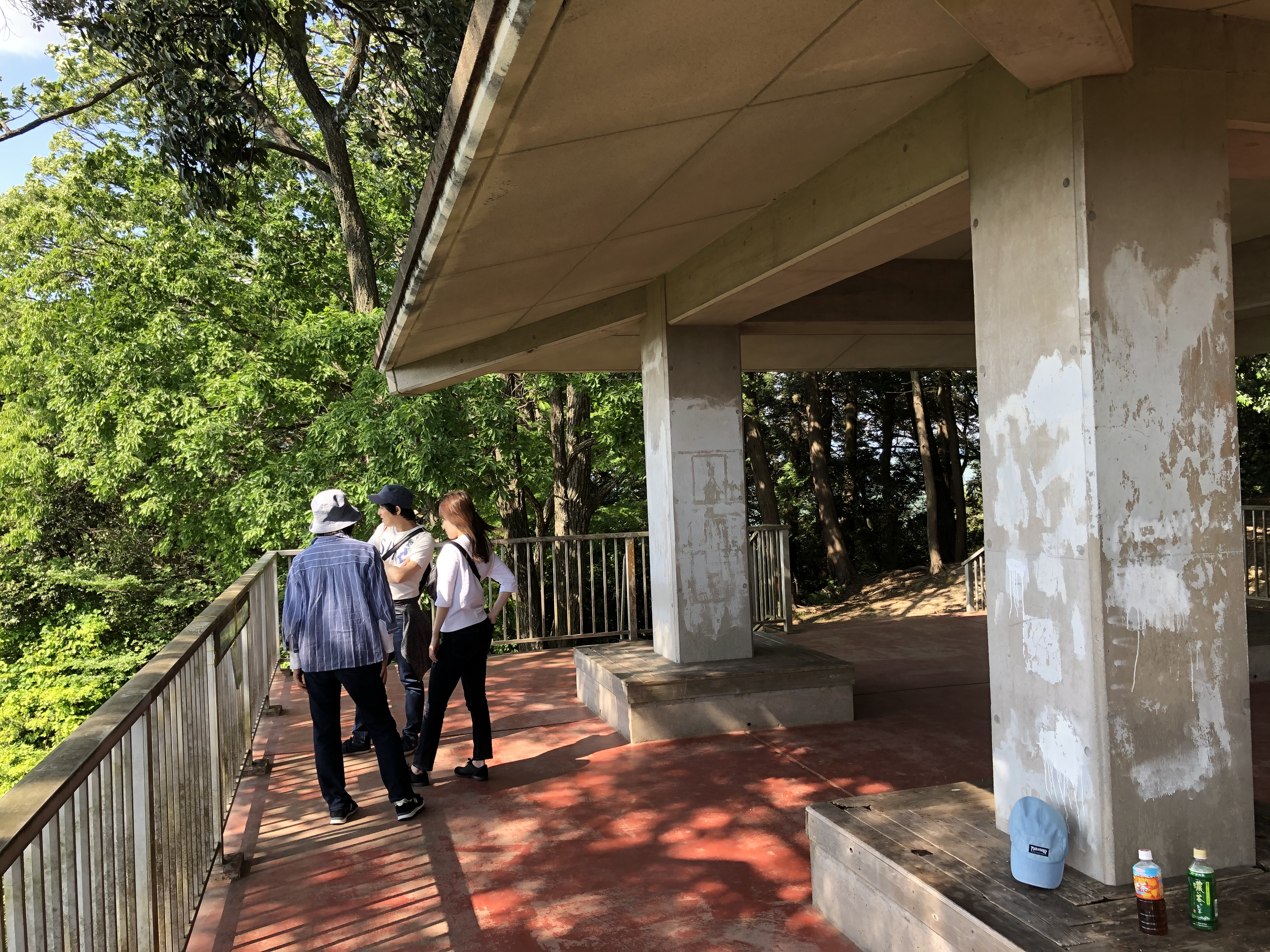
村積山展望台

村積山自然緑道（むらづみやましぜんりょくどう）とは、愛知県岡崎市細川町から同市の村積山の村積山自然公園に至る散策路・ハイキングコースである。

## 村積山、しだれ桜
山の姿が富士山に似ていることから三河富士、または花園山もと呼ばれている。標高は256.9メートル。ちょうど山頂辺りを基準に桑原町・奥殿町・奥山田町・恵田町の4町の境目となっている。
山頂には物部守屋の子・物部真福が建立したといわれる村積神社がある。祭神は大山祇命･木花咲耶姫･大己貴命で、細川城や大給城の歴代城主はじめ村人の崇拝が篤く、安産の守護神として名高い。
1963年（昭和38年）5月8日、「奥山田のしだれ桜」が岡崎市の天然記念物に指定された。702年、壬申の乱で功労があった豪族をねぎらうため持統天皇が村積山に訪れ、手ずから植えたものがこのしだれ桜とされる。

## 経路概要
足助街道（現在の愛知県道39号岡崎足助線のルート）の北斗台口交差点に「道路の通称名」の案内標識があり、ここから始まることになる。かつては細川町の田舎だったが、岡崎北斗台と呼ばれる住宅地域が形成されている。北斗川沿いを東に進み、奥山田町に入り、「村積山自然公園」と書かれた案内看板を頼りに山道を登る。自然公園入口から駐車場までの道のりはすれ違い困難かつ急勾配であるが、奥山田池駐車場までへは自動車・原付で行くことができる。
歩いて山頂まで登ると村積神社が鎮座している。その近くに展望台もある。山頂を北側に下れば奥殿陣屋方面に通じる。

## 接続する路線
- 足助街道（豊田市、岡崎市：現在の愛知県道39号岡崎足助線のルートで北斗台口交差点にある。）

## 沿線・周辺
- 岡崎信用金庫細川支店
- 奥山田のしだれ桜
- 村積神社下宮
- 奥殿陣屋